# 巴勒斯坦全國委員會
巴勒斯坦全國委員會（阿拉伯语：‎）是巴勒斯坦解放组织的黨大會、黨內立法机构，成立于1964年，负责制定巴解组织的政策和计划，选举巴勒斯坦解放组织行政委员会。巴勒斯坦全國委員會是代表位于巴勒斯坦境内外全体巴勒斯坦人的议会。